# Gretchen Whitmer
Gretchen Esther Whitmer, född 23 augusti 1971 i Lansing, Michigan, är en amerikansk jurist och demokratisk politiker. Hon är guvernör i Michigan sedan den 1 januari 2019. Hon vann guvernörsvalet den 6 november 2018 och besegrade republikanen Bill Schuette.
Hennes beslut i mars 2020 om försiktighetsåtgärder mot spridningen av COVID-19-pandemin möttes med godkännande från 69% av invånarna i Michigan under mars och 57% i april. Som guvernör har Whitmer fokuserat på sjukvård och infrastruktur.

## Biografi
Gretchen Whitmer avlade kandidatexamen i kommunikation vid Michigan State University år 1993 och juristexamen vid Detroit College of Law vid Michigan State University år 1998.

## Guvernör i Michigan
Den 7 augusti 2018 blev Whitmer den demokratiska kandidaten för guvernör i Michigan. Whitmer besegrade republikanen Schuette i guvernörsvalet den 6 november med nästan en 10-poängs marginal.
Whitmer beskriver sig själv som en progressiv demokrat.

### COVID-19 pandemin
Whitmer utfärdade en nödorder om att befolkningen skulle stanna hemma i största möjliga utsträckning som svar på coronaviruspandemin i mars 2020. Denna order möttes med ett brett offentligt godkännande; en undersökning i mars fann att 69% av invånarna i Michigan stödde Whitmers handlingar, inklusive 61% av de självidentifierade republikanerna.
I slutet av mars fick Whitmer nationell uppmärksamhet när USA:s president Donald Trump rapporterades ha sagt till vicepresident Mike Pence, "ring inte den där kvinnan i Michigan" som svar på Whitmers tidigare kritik av Trump-administrationens första svar på krisen. Whitmer svarade genom att ha på sig en "Den där kvinnan från Michigan" T-shirt i en intervju med Trevor Noah den 1 april.
Samma år fick Whitmer även uppmärksamhet när FBI arresterade medlemmar av en milisgrupp som planerat att kidnappa henne. Tre år senare hade nio personer dömts och fem frikänts. Kritiker har hävdat att FBI-informatörer varit pådrivande i kidnappningsplanen.

## Familj
Whitmer föddes som det äldsta av tre barn till advokaterna Richard Whitmer och Sharon H. "Sherry" Reisig. Föräldrarna skilde sig när hon var 10 år och hon och hennes syskon bodde med sin mor i Grand Rapids. Hennes far reste från sitt hem i Detroit för att besöka familjen minst en gång i veckan.
Whitmer är gift för andra gången. Hon har två barn med sin första make, Gary Shrewsbury. Sedan 2011 är hon gift med Marc Mallory. Whitmer och Mallory bor i East Lansing, Michigan, med hennes två döttrar och Mallorys tre söner i ett tidigare äktenskap.